# Агриппина Старшая
Випса́ния Агриппи́на (лат. Vipsania Agrippina, часто — Агриппи́на Ста́ршая; 14 год до н. э., Афины, Древняя Греция — 18 октября 33, Пандатерия, Римская империя) — дочь Марка Випсания Агриппы и Юлии Старшей, жена Германика, мать императора Калигулы, бабушка императора Нерона.

## Происхождение
Агриппина Старшая родилась в плебейской семье Марка Випсания Агриппы, друга императора Октавиана Августа, и его третьей жены, Юлии Старшей. Юлия была единственной дочерью Октавиана.
Агриппина была третьим ребёнком у пары и пятым в семье Агриппы. Родилась она в 14 году до н. э. в Афинах.

## Агриппина и Германик
В 5 году, в возрасте 19 лет, Агриппина была выдана замуж за Германика, сына Друза Старшего и племянника Тиберия. Германик был в числе кандидатур, которые Август рассматривал в качестве своих преемников. Однако выбор был сделан в пользу Тиберия, поскольку Германик был слишком молод. Август также приказал Тиберию усыновить Германика.
Тем не менее Германик в 7 году становится квестором, и занимает эту должность в течение пяти лет, после чего, в 12 году, Август даёт ему консульство.
После смерти Августа Тиберий отправляет Германика на берега Рейна, где ему приходится воевать с германскими племенами и восстанавливать положение римлян после поражения в Тевтобургском Лесу.
Агриппина, нарушив неписаный кодекс римских женщин, ожидающих мужчин дома, едет с мужем. Там, в Галлии и на берегах Рейна, она рожает четверых детей, в том числе Калигулу и Агриппину Младшую.
В 17 году Германик праздновал триумф в Риме. Это был первый триумф, который праздновал Рим с момента триумфа Августа в 29 до н. э. Влияние и популярность Германика среди нобилитета и народа росло. Сначала Тиберий не видел в этом ничего плохого. В 18 году Германик стал правителем восточной части империи, как в недавнем прошлом сам Тиберий при Августе. Однако ровно через год Германик неожиданно скончался, находясь в Антиохии.

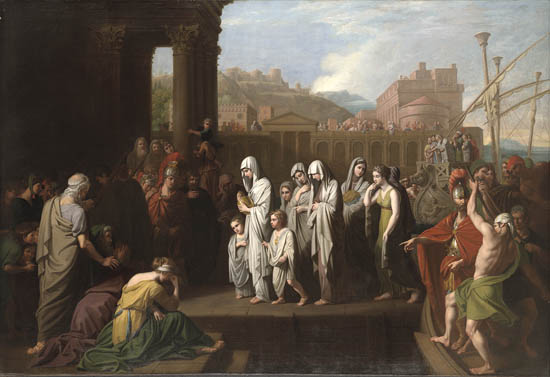
Бенджамин Вест, «Агриппина сходит на берег с прахом Германика в Бриндизии»

Агриппина вернулась в Рим и обвинила правителя Сирии Гнея Кальпурния Пизона в убийстве мужа. Однако Пизон на суде выдвинул контробвинения против самого Тиберия и его префекта претория, Луция Элия Сеяна. Эти обвинения должны были слушаться в Сенате, но Пизон неожиданно покончил с собой. Его смерть посеяла огромное количество слухов, в которых Тиберий обвинялся в убийстве Германика из-за его растущей популярности

## После Германика
С 19 года Агриппина постоянно живёт в Риме. Как вдова народного героя, она пользуется большим уважением среди народа и сенаторов. Со временем она начинает поддерживать тех сенаторов, которые ставят себя в оппозицию Луцию Элию Сеяну. Вскоре становится ясно, что она верит в то, что и Сеян, и Тиберий причастны к гибели её мужа.
Она не скрывала своё отношение к Тиберию, и он, в свою очередь, относился к ней также холодно. В 26 году он ответил отказом на её просьбу о повторном браке.

## Ссылка

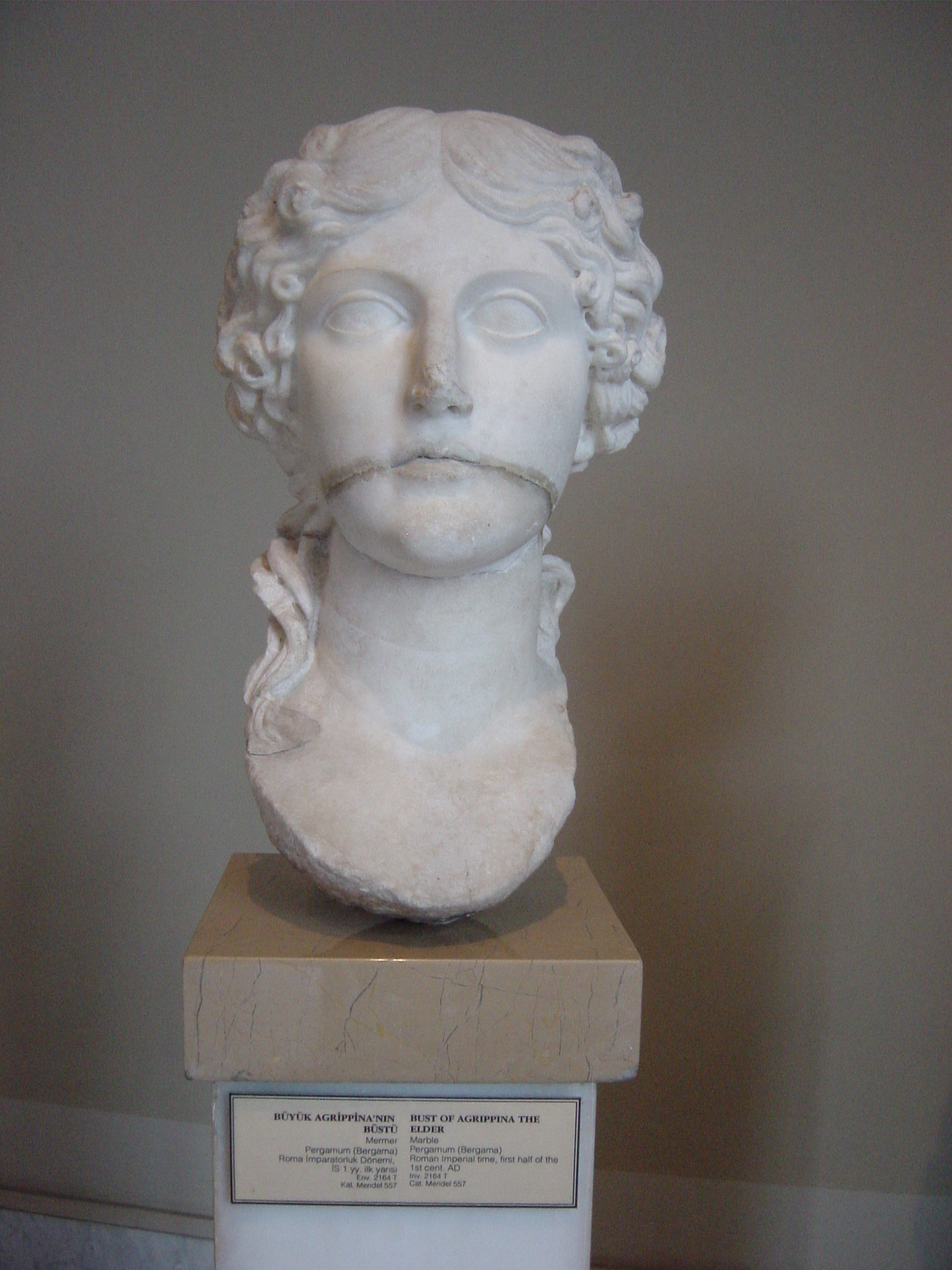
Бюст Агриппины из археологического музея Стамбула

В 29 году, благодаря интригам Сеяна и Ливиллы, Агриппина, вместе со своими сыном Нероном Цезарем, была по приказу Тиберия выслана на остров Пандатерия в Тирренском море (совр. Вентотене, Италия). На этом же острове, при Августе, отбывала ссылку её мать, Юлия Старшая. Через год в Риме был арестован и отправлен в тюрьму второй её сын, Друз Юлий Цезарь.
Там Агриппина вынуждена была терпеть страшную нужду, нехватку пищи и даже потеряла глаз от удара центуриона. Она умерла 18 октября 33 года при невыясненных обстоятельствах: согласно Тациту, причиной её смерти было добровольное голодание.
После смерти Тиберий распространил слух о том, что «Агриппина имела любовником Азиния Галла, и его смерть пробудила в ней отвращение к жизни». Также был издан сенатский декрет, которым день её рождения признавался «несчастливым днём».
Оба её сына, изгнанные вместе с ней, также были умерщвлены в ссылке: Нерон в 31, а Друз в 33 годах. Друз умер от истощения, а Нерон покончил жизнь самоубийством.
Однако, несмотря на отношение Тиберия к самой Агриппине, а также её старшим детям, он всё-таки назначает своим наследником Калигулу, третьего сына Агриппины, который, в итоге, и наследует власть.

## В Астрономии
В честь  Агриппины назван астероид (645) Агриппина, открытый в 1907 году